# Élection présidentielle américaine de 2020 en Alaska
L'élection présidentielle américaine de 2020 en Alaska a lieu le 3 novembre 2020 comme dans les 49 autres États qui composent alors les États-Unis ainsi que le district de Columbia. Les électeurs alaskains choisissent des grands électeurs pour les représenter dans le collège électoral à travers un vote populaire. L'Alaska dispose en 2020 de 3 grands électeurs. L'État donne l'ensemble de ses grands électeurs au candidat du Parti républicain, le président des États-Unis sortant Donald J. Trump. 
Le candidat vainqueur de ce scrutin dans tout le pays sera néanmoins le candidat démocrate Joe Biden, qui succédera à Donald J. Trump le 20 janvier 2021. 